# XOS
XOS es un sistema operativo basado en Android desarrollado por el fabricante de teléfonos móviles de Hong Kong Infinix Mobile , una subsidiaria de Transsion Holdings , exclusivamente para sus teléfonos inteligentes.
XOS permite una amplia gama de personalización del usuario sin necesidad de rootear el dispositivo móvil. Se introdujo por primera vez como XUI en 2015 y luego como XOS en 2016. El sistema operativo viene con aplicaciones de utilidad que permiten a los usuarios proteger su privacidad, mejorar la velocidad, mejorar la experiencia, entre otras. XOS viene con características como; XTheme, Escanear para recargar, Pantalla dividida y XManager.

## Historia
En 2015, Infinix Mobile lanzó XUI 1.0, basado en Android 5.0 "Lollipop" , con XContacts, XTheme, XSloud y XShare. En julio de 2016, se lanzó XOS 2.0 Chameleon basado en Android 6.0 "Marshmallow" , lanzándose en HOT S y con XLauncher y administrador de huellas dactilares. Una versión mejorada de XOS 2.2 Chameleon basada en Android 7.0 "Nougat" se lanzó posteriormente en 2017 en Note 3 y Smart X5010. Cuenta con Scrollshot, pantalla dividida y pantalla de bloqueo de revistas.
En agosto de 2017, se lanzó XOS 3.0 Hummingbird basado en Android 7.0 como también se ve en XOS 2.2, se lanzó en Zero 5, luego se lanzó en 2018 en Hot S3 basado en Android 8.0 "Oreo". Posteriormente se lanzó una versión mejorada de XOS 3.2 Hummingbird basada en Android 8.1 en Hot 6. Cuenta con cuidado de la vista, múltiples cuentas y seguimiento de dispositivos.

XOS 4.0 Honeybee

En mayo de 2018, se lanzó XOS 4.0 Honeybee basado en Android 8.0, que se lanzó en Hot 7 y Zero 6, con Smart Screen Split, Notch Hiding, Scan To Recharge, Fingerprint Call Recording y Smart Text Classifier. Posteriormente se lanzó una versión mejorada de XOS 4.1 Honeybee basada en Android 8.1 en Hot 7 Pro.
En 2019, se lanzó XOS 5.0 Cheetah basado en Android 9.0 "Pie" , que se lanzó en Hot S4 y Hot 8, con protección de privacidad, inteligencia de inteligencia artificial, panel inteligente, conmutador de datos y contraseña de restablecimiento de huellas dactilares. En diciembre de 2019, se lanzó una versión mejorada de XOS 5.5 Cheetah basada en Android 9.0 a Hot 8, con Game Assistant, Social Turbo, Smart Screen Lifting y Game Anti-Interference.

XOS 6.0 Dolphin

En febrero de 2020, se lanzó XOS 6.0 Dolphin basado en Android 10 , y se lanzó en S5 Pro, Note 7. Cuenta con modo oscuro, bienestar digital, Wi-Fi Share y Smart Gesture.